# Кулойський ВТТ
Кулойський ВТТ (рос. Кулойлаг) — підрозділ, що діяв в структурі Головного управління виправно-трудових таборів Народного комісаріату внутрішніх справ СРСР (ГУЛАГ НКВС) в Архангельській обл.

## Історія
Кулойський табір був організований 16 серпня 1937 р. разом з іншими лісовими таборами, в які повинні були направлятися, в основному, ув'язнені, засуджені за наказом 00447 (2-а категорія).

Інші нові лісові табори ГУЛАГу НКВС: Івдельський, Каргопольський, Локчимський, Тайшетський, Томсько-Асинський і Усть-Вимський ВТТ.

Наказ № 00447 стосувався пересічних громадян Радянського Союзу, серед них селян, сільського духівництва, асоціальних елементів, карних злочинців, та колишніх членів опозиційних партій. Вироки виносились не звичайними судами, а трійками НКВС.

Першим начальником Кулойлага був майор ДБ Краукліс Ян Кріш'янович.
Виробництво: лісозаготівлі, обслуговування Архангельського порту в навігацію 1941 р.

Кулойський табір реорганізований 17.02.42 при створенні Березніковського ВТТ на основі Березняківського, Кінецьгорського, Пінежського і Обозерського лісозаготівельних відділень.